# Доминантна и нежељена елита
Доминантна и нежељена елита: Белешке о интелектуалној и политичкој елити у Србији (XX-XXI век) је књига српске историчарке Латинке Перовић из 2015. године.

## Опис
Латинка Перовић је у књизи дала биографије неких од најистакнутијих политичких личности свог времена, који су уједно били њени познаници и пријатељи. Она је са писањем књиге почела 2001. године.
На почетку, нуди биографију Добрице Ћосића, о којем говори као: „националном идеологу” и представнику доминантне елите, а затим даје биографије нежељене елите: Марка Никезића, Константина Коче Поповића, Милована Ђиласа, Ивана Ђурића, Новака Прибићевића, Слободана Инића, Ивана Стамболића, Олге Поповић Обрадовић, Симе Ћирковића, Зорана Ђинђића, Богдана Богдановића и Радомира Константиновића.
Рецензенти књиге су историчарка Дубравка Стојановић (професорка Филозофског факултета Универзитета у Београду - Одељења за историју) и др Милан Суботић. Редактор рукописа је био др Миливој Бешлин.
Књига је конципирана тако да се свака личност посматра кроз три аспекта: биографске белешке засноване на различитим изворима, текст чији је аутор сама личност чија се биографија нуди, а по избору ауторке, те кроз ауторкин текст о предметном појединцу који је написан између 2001. и 2015. године.
Ауторка је књигу посветила: „Универзитетској библиотеци "Светозар Марковић" у Београду која је годинама била моје скровиште”.

## Концепт
Уз биографију Коче Поповића, ауторка прилаже његово писмо као команданта Прве пролетерске ударне бригаде упућено Врховном команданту НОВ и ПОЈ Јосипу Брозу Титу уочи пробоја у бици на Сутјесци 1943. године. Као пропратни текст о Добрици Ћосићу, даје његов говор на XIV седници Централног комитета Савеза комуниста Србије о владајућој политици и националном питању. Затим, уз Марка Никезића даје његов чланак о спрези државног социјализма и национализма, уз Богдана Богдановића критику „о стаљинистичком заокрету у Савезу комуниста Србије 1987. године”.
У уводном делу, Латинка Перовић даје синтезу својих ранијих истраживања о српској интелектуалној и политичкој елити из друге половине 19. века, почевши са Уједињеном омладином српском и зачецима социјалистичке мисли у Србији.

## Биографије
- Доминантна елита:
  1. Добрица Ћосић, члан Централног комитета Савеза комуниста Србије, генерални секретар Покрета несврстаних, председник Српске књижевне задруге (1969-1972), председник Савезне Републике Југославије (1992-1993), добитник НИН-ове награде;
- Нежељена елита:
  1. Марко Никезић, савезни секретар за иностране послове СФРЈ, председник Централног комитета Савеза комуниста Србије;
  2. Константин Коча Поповић, начелник Генералштаба ЈНА, савезни секретар за иностране послове СФРЈ и потпредседника СФРЈ;
  3. Милован Ђилас, члан Централни комитет Комунистичке партије Југославије;
  4. др Иван Ђурић, ванредни професор и председник Савета Филозофског факултета Универзитета у Београду;
  5. Новак Прибићевић, дипломата;
  6. Слободан Инић, социолог;
  7. Иван Стамболић, председник Централног комитета Савеза комуниста Србије, председник Председништва Социјалистичке Републике Србије;
  8. др Олга Поповић Обрадовић, доцент на Катедри за правну историју Правног факултета Универзитета у Београду;
  9. др Сима Ћирковић, редовни професор Филозофског факултета Универзитета у Београду и генерални секретар Српске академије наука и уметности;
  10. др Зоран Ђинђић, доктор филозофије, градоначелник Београда и председник Владе Републике Србије;
  11. Богдан Богдановић, редовни професор Архитектонског факултета Универзитета у Београду, члан САНУ и градоначелник Београда;
  12. Радомир Константиновић, књижевник, филозоф, члан Академије наука и умјетности Босне и Херцеговине и добитник НИН-ове награде.